# 加拿大財政部長
加拿大財政部長（英語：Minister of Finance）是加拿大內閣的一個部長，負責監管財政部及提交聯邦政府周年財政預算，是內閣中最重要的職位之一。

## 責任
財政部長除財政部事務外，還負責以下事務：
- 加拿大央行
- 加拿大存款保險公司（英语：Canada Deposit Insurance Corporation）
- 加拿大發展投資公司（英语：Canada Development Investment Corporation）
- 加拿大退休金計劃投資局（英语：CPP Investments）
- 加拿大國際貿易審裁處（英语：Canadian International Trade Tribunal）
- 財務機構監管局（英语：Office of the Superintendent of Financial Institutions）
- 加拿大財務交易及報告分析中心（英语：Financial Transactions and Reports Analysis Centre of Canada）
- 擔任國際貨幣基金組織董事
- 擔任加拿大庫務委員會當然委員[4]

## 外部連結
- Department of Finance Canada 的存檔，存档日期2010-02-08.